# Martin Short (Rennfahrer)

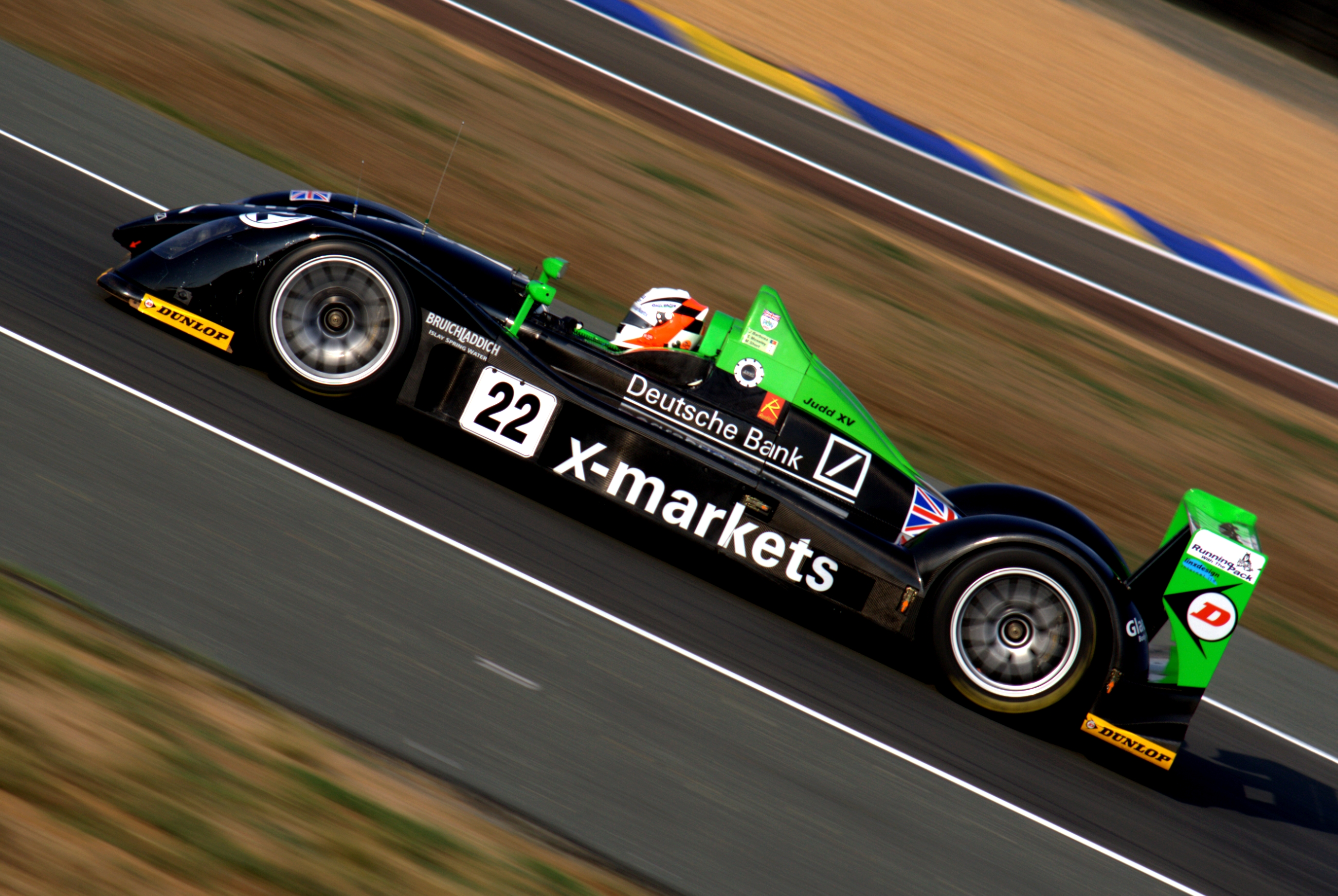
Martin Short am Steuer einer Radical SR9 beim 24-Stunden-Rennen von Le Mans 2006

Martin Owen Short (* 20. März 1959 in El Adem, Libyen) ist ein ehemaliger britischer Autorennfahrer.

## Karriere im Motorsport
Martin Short ist seit dem Ende der 1990er-Jahre im Touren- und Sportwagensport aktiv. Sein erstes Rennen fuhr er 1998 in der britischen GT-Meisterschaft; seinen ersten Gesamtsieg feierte 2003, als er einen Wertungslauf dieser Rennserie in Brands Hatch gewinnen konnte. Teamkollege im Mosler MT900R war Landsmann Tom Herridge. Weitere Gesamtsiege feierte er ebenfalls in der heimischen GT-Meisterschaft. 2009 in Silverstone und 2010 erneut in Brands Hatch.
Eng verbunden war Short mit dem britischen Rennstall Rollcentre Racing. Für das in St Ives beheimatete Unternehmen bestritt er das Gros seiner Renneinsätze, unter anderem vier der fünf Einsätze beim 24-Stunden-Rennen von Le Mans und seinen einzigen Einsatz beim 12-Stunden-Rennen von Sebring.
Zwei Meisterschaftserfolge stehen für den Briten zu Buche. 2008 gewann er die Gesamtwertung der Dutch Supercar Challenge und konnte diesen Erfolg 2013 wiederholen.

## Statistik

### Le-Mans-Ergebnisse
| Jahr | Team              | Fahrzeug              | Teamkollege  | Teamkollege    | Platzierung | Ausfallgrund |
| ---- | ----------------- | --------------------- | ------------ | -------------- | ----------- | ------------ |
| 2002 | JMB Racing        | Ferrari 360 Modena GT | Cort Wagner  | Sam Hancock    | Ausfall     | Unfall       |
| 2004 | Rollcentre Racing | Dallara SP1           | João Barbosa | Rob Barff      | Ausfall     | Defekt       |
| 2005 | Rollcentre Racing | Dallara SP1           | João Barbosa | Vanina Ickx    | Rang 16     |              |
| 2006 | Rollcentre Racing | Radical SR9           | João Barbosa | Stuart Moseley | Rang 20     |              |
| 2007 | Rollcentre Racing | Pescarolo 01          | João Barbosa | Stuart Hall    | Rang 4      |              |

### Sebring-Ergebnisse
| Jahr | Team              | Fahrzeug    | Teamkollege | Teamkollege  | Platzierung | Ausfallgrund |
| ---- | ----------------- | ----------- | ----------- | ------------ | ----------- | ------------ |
| 2004 | Rollcentre Racing | Dallara LMP | Rob Barff   | João Barbosa | Rang 5      |              |